# 沃爾喬羅格鄉
46°58′N 22°18′E / 46.967°N 22.300°E
沃爾喬羅格鄉（羅馬尼亞語：Comuna Vârciorog, Bihor），是羅馬尼亞的鄉份，位於該國西北部，由比霍爾縣負責管轄，面積81平方公里，海拔高度379米，2007年人口2,236，人口密度每平方公里28人。